# 赣南省苏维埃政府旧址暨长征前夕毛泽东旧居
25°57′35″N 115°24′42″E / 25.95972°N 115.41167°E
赣南省苏维埃政府旧址暨长征前夕毛泽东旧居位于中国江西省于都县（原称雩都县）贡江镇文教路，2006年作为中央红军长征出发地旧址之一被列为第六批全国重点文物保护单位。
此宅地处雩都老城的北门外，原为何氏民宅，故称何屋。宅前后有小院，共计房间三十余间，占地636平方米。
1934年7月在雩都县成立赣南省苏维埃政府，机关设在何屋办公。赣南省成立之初，辖雩都县、登贤县、杨殷县、赣县共四县和信康、南雄两块远殖游击区，后期增辖寻邬县、会昌县、雩西县和兴龙寻安县。在中央红军准备战略转移（即后来的长征）前，先在雩都集结，赣南省苏维埃政府开展了大规模的筹粮、筹款、扩大红军等准备。
1934年9月上旬，毛泽东从瑞金云石山来到雩都，住在何屋的东厢房。10月18日毛泽东离开何屋，随同中央纵队渡过贡水，开始长征之路。